# Kidumbaki
Il kidumbaki o kidumbak è un genere musicale tipico di Zanzibar, strettamente correlato al taarab, di cui può essere considerato una versione semplificata. Per questo motivo viene chiamato anche talvolta kitaarab, "una versione minore di taarab". Questa lettura del rapporto fra i due generi è comunque controversa. In particolare, le prime orchestre taarab usavano una strumentazione molto più essenziale di quella delle orchestre moderne, e molto simile a quella degli attuali gruppi di kidumbaki, per cui si potrebbe sostenere che il taarab deriva dal kidumbaki, anziché viceversa. La stessa Siti binti Saad, la leggendaria cantante dell'inizio del XX secolo considerata fra i fondatori del taarab, cantava inizialmente una musica molto simile all'attuale kidumbaki.
Fra i più noti interpreti moderni di kidumbaki si può citare Makame Faki, leader del gruppo musicale Sina Chuki Kidumbak.
L'orchestra kidumbaki consiste di solito in un violino (suonato come un fiddle), un sanduku, un basso e due tamburi di un genere particolare detto kidumbak, a cui si possono aggiungere opzionalmente altre percussioni tradizionali come la cherewa, una strumento simile alle maracas, ricavato da una noce di cocco.